# Soraya Jiménez
Soraya Jiménez Mendívil (ur. 5 sierpnia 1977 w mieście Meksyk, zm. 28 marca 2013 tamże) – meksykańska sztangistka startująca w kategorii 58 kg, mistrzyni olimpijska z Sydney.

## Życiorys
Siostrzenica Manuela Mendívila. Urodziła się 5 sierpnia 1977 roku w mieście Meksyk. Karierę rozpoczęła w wieku 11 lat. Na Igrzyskach w Sydney w 2000 roku zdobyła złoty medal w podnoszeniu ciężarów w kategorii 58 kg, podniosła 225,5 kg. Była pierwszą Meksykanką, która zdobyła złoty medal olimpijski. Wywalczyła również dwa medale igrzysk panamerykańskich, w 1999 oraz 2003 roku.
Zmagała się z licznymi problemami zdrowotnymi, posiadała jedynie jedno płuco (drugie zostało usunięte w 2007). Porzuciła zawodowy sport krótko po Igrzyskach w Atenach (2004), następnie pracowała jako komentator sportowy. Zmarła 28 marca 2013 roku na zawał serca.